# Dichogama prognealis
Dichogama prognealis is een vlinder uit de familie van de grasmotten (Crambidae). De wetenschappelijke naam van de soort is voor het eerst gepubliceerd in 1895 door Herbert Druce.
De soort komt voor in Costa Rica, Panama en Ecuador.